# زینا: شاهدخت جنگجو
زینا: شاهدخت جنگجو (به انگلیسی: Xena: Warrior Princess) یک مجموعه تلویزیونی فانتزی و اکشن آمریکایی است که از ۴ سپتامبر ۱۹۹۵ تا ۲۱ مه ۲۰۰۱ پخش می‌شد.
سام ریمی تهیه‌کننده این مجموعه می‌باشد.